# Groupe d'experts de terminologie et de néologie (France)
En France, les commissions spécialisées de terminologie et de néologie ont pris la suite des commissions de terminologie et de néologie qui avaient pour mission depuis 1972, au sein de chaque ministère, de formuler des recommandations pour l'usage de termes relatifs à un secteur donné. L'organisation et les activités de ces commissions sont soumises au régime du décret du 3 juillet 1996 relatif à l'enrichissement de la langue française.
Les commissions spécialisées de terminologie et de néologie fixent des listes de termes de référence et proposent des équivalents en français de termes étrangers. Ces propositions sont publiées au Journal officiel sous forme d'arrêtés ministériels. Alors qu'elles ne constituent que de simples recommandations pour la population et les entreprises, leur usage est obligatoire dans les contrats passés par une personne publique, pour lesquels la loi du 4 août 1994 (loi Toubon) prévoit un usage obligatoire du français.

## Organisation des commissions spécialisées de terminologie et de néologie
Au sommet de ces commissions se trouve la commission générale de terminologie et de néologie, créée en 1997 et rattachée au Premier ministre. Elle a mis au point un Vocabulaire de l'informatique et de l'internet.
Le suivi du travail et la préparation des séances d'une commission sont assurés par un haut fonctionnaire de terminologie, avec un service désigné pour l'assister, notamment pour les tâches de secrétariat et la diffusion des travaux.
Parmi les commissions spécialisées de terminologie, on peut citer par exemple :
- la commission spécialisée de terminologie du ministère des Affaires étrangères qui a mis au point une liste de transcriptions pour les noms de pays et de capitales du monde dans l'arrêté du 4 novembre 1993 ;
- la commission spécialisée de terminologie et de néologie de l'informatique et des composants électroniques qui intervient sur la terminologie informatique.

L'Académie française participe aux délibérations des commissions spécialisées de terminologie et de néologie. Les arrêtés qu'elles rédigent ne peuvent pas être publiés sans son accord au moins tacite. La délégation générale à la langue française et aux langues de France assure le secrétariat de la commission générale.

## Liste des commissions spécialisées de terminologie et de néologie (CSTN)
(septembre 2018).
Il y a actuellement dix-huit commissions spécialisées de terminologie et de néologie compétentes pour le vocabulaire :
- des affaires étrangères
- des affaires sociales et de la santé
- de l’agriculture et de la pêche
- de l’audiovisuel, de la culture et de la communication
- de automobile
- de la chimie et des matériaux
- de la défense
- du droit
- de l’économie et des finances
- de l’éducation et de l’enseignement supérieur
- de l’environnement
- de l’équipement et des transports
- de l’informatique, de l'internet et des composants électroniques (voir aussi commission spécialisée de terminologie et de néologie de l'informatique et des composants électroniques)
- de l’ingénierie nucléaire (CSTNIN)[3].
- du pétrole et du gaz
- du spatial
- des sports
- des télécommunications et de la poste

Chaque année la commission générale de terminologie et de néologie publie dans son rapport annuel une liste à jour des commissions spécialisées de terminologie et de néologie dont les intitulés peuvent évoluer lors des renouvellements (tous les quatre ans) et de leur ministère de tutelle (souvent renommés au gré des remaniements). Les rapports annuels de la commission générale de terminologie et de néologie sont consultables à partir de la rubrique Librairie en ligne du portail France Terme.
Certaines commissions spécialisées de terminologie et de néologie disposent de pages dans l’internet ou même de sites. On peut en trouver la liste régulièrement actualisée dans la rubrique Ressources en ligne du portail France Terme.